# André Müller (Journalist)
André Müller (* 25. Februar 1946 in Michendorf, Brandenburg; † 10. April 2011 in München) war ein österreichischer Journalist und Schriftsteller.

## Werdegang
Müller wurde 1946 im ostdeutschen Brandenburg als Sohn einer Österreicherin und eines französischen Soldaten geboren. Sein Vater verließ die Familie jedoch bereits vor seiner Geburt, und die Mutter kehrte 1950 mit dem Sohn in ihre Heimat Österreich zurück. Sie lebten in Wien, und Müllers Mutter arbeitete als Angestellte bei einer Krankenkasse. Nach der Matura studierte Müller Philosophie, Germanistik und Geschichte und begann 1967 als Gerichtsreporter in Wien zu arbeiten. Die Wiener Kronenzeitung war sein erster Arbeitgeber. Für diese Zeitung schrieb er auch erste Theaterkritiken. 1970 ging Müller nach München und arbeitete im Feuilleton der Abendzeitung.
Seit 1975 arbeitete André Müller als freischaffender Journalist. Bekannt geworden sind seine Interviews mit berühmten Zeitgenossen, die er in Zeitungen und Zeitschriften wie dem Spiegel, dem Stern, der Zeit, der Weltwoche oder dem Playboy veröffentlichte. Sammlungen seiner Gespräche sind auch als Bücher erschienen. Müller erlag im April 2011 in München im Alter von 65 Jahren einer Krebserkrankung.

## Schaffen
Eines seiner berühmtesten Gespräche führte er 1988 mit dem damaligen Burgtheater-Intendanten und Regisseur Claus Peymann, das in der Zeit erschien und fast einen Staatsskandal in Österreich hervorrief. Das Interview mit seiner Mutter, Man lebt, weil man geboren ist, wurde 1997 am Hamburger Thalia-Theater als Theaterstück uraufgeführt. Als Vorleser seiner Interviews trat André Müller (u. a. im Wiener Literaturhaus und auf dem Poetenfest in Erlangen) des Öfteren öffentlich auf. In dem Film Malina von Werner Schroeter (nach dem Roman von Ingeborg Bachmann) spielte er einen Reporter. 2001 leitete er auf Einladung des Schweizerischen Zeitschriftenverlags Tamedia ein Weiterbildungsseminar für Journalisten in Zürich: Das Interview als (Selbst-)Entblößung. Am 28. Februar 2009 wurde auf der Studiobühne des Thalia-Theaters eine Textmontage auf der Grundlage von Müllers Interview mit Alice Schwarzer (Dann heul doch) uraufgeführt.
André Müller trat auch als Prosa-Autor hervor. Im Jahr 2000 wurde er mit dem Ben-Witter-Preis ausgezeichnet.

## Veröffentlichungen

### Interviews
- Entblößungen. Goldmann, München 1979, ISBN 3-442-03887-1.
- Interviews. Hoffmann und Campe, Hamburg 1982, ISBN 3-455-08710-8.
- Im Gespräch mit …, Rowohlt, Reinbek 1989, ISBN 3-499-12589-7.
- Im Gespräch mit Thomas Bernhard. Bibliothek der Provinz, Weitra 1992, ISBN 3-900878-64-1.
- Im Gespräch mit Peter Handke. Bibliothek der Provinz, Weitra 1992, ISBN 3-900878-93-5.
- Österreicher/innen. Bibliothek der Provinz, Weitra 1994, ISBN 3-85252-007-X.
- Ich riskiere den Wahnsinn. Kiepenheuer & Witsch, Köln, 1997, ISBN 3-462-02591-0.
- … über die Fragen hinaus. dtv, München 1998, ISBN 3-423-12590-X.
- „Sie sind ja wirklich eine verdammte Krähe!“ Letzte Gespräche und Begegnungen. Langen/Müller, München 2011, ISBN 978-3-7844-3273-1.
- Ernst Jünger – André Müller: Gespräche über Schmerz, Tod und Verzweiflung. Hrsg. von Christophe Fricker. Böhlau Verlag, Köln / Weimar / Wien, 2015, ISBN 978-3-412-22486-8.

### Prosa
- Gedankenvernichtung. Verlag Christian Brandstätter, Wien 1984, ISBN 3-85447-079-7.
- Zweite Liebe. Bibliothek der Provinz, Weitra 1991.
- Simering. Rospo, Hamburg 1998, ISBN 3-930325-23-3.
- Abschied. erschienenen als E-Book und Hörbuch (gelesen von Toni Slama) bei www.mcpublish.com, 2011.